# 賈義 (永樂舉人)
賈義，山西陽曲人，明朝政治人物。舉人出身。
永樂六年，戊子科山西鄉試中舉，后任順天府治中。